# Майке Бабель
Майке Бабель (нім. Meike Babel, нар. 22 листопада 1974) — колишня німецька тенісистка.
Здобула один парний титул туру WTA, два одиночні та два парні титули туру ITF.
Найвищу одиночну позицію світового рейтингу — 27 [Архівовано 9 серпня 2021 у Wayback Machine.] місце досягла 16 жовтня 1995, парну — 45 місце — 21 вересня 1998 року.
Завершила кар'єру 2000 року.

## Фінали турнірів WTA
| Турнір ( W–R )          | Одиночний розряд | Парний розряд |
| ----------------------- | ---------------- | ------------- |
| Турніри Великого шолома | 0–0              | 0–0           |
| WTA Championships       | 0–0              | 0–0           |
| Tier I                  | 0–0              | 0–0           |
| Tier II                 | 0–0              | 0–0           |
| Tier III                | 0–1              | 0–2           |
| Tier IV                 | 0–2              | 1–0           |

| Покриття ( W–R ) | Одиночний розряд | Парний розряд |
| ---------------- | ---------------- | ------------- |
| Тверде           | 0–0              | 1–0           |
| Ґрунт            | 0–2              | 0–1           |
| Трава            | 0–0              | 0–0           |
| Килим            | 0–1              | 0–1           |

### Одиночний розряд (3 поразки)
| Результат | Ранг | Дата          | Турнір                                | Покриття  | Опонент           | Рахунок       |
| --------- | ---- | ------------- | ------------------------------------- | --------- | ----------------- | ------------- |
| Поразка   | 1.   | 4 травня 1992 | Waregem, Бельгія                      | Ґрунт     | Вілтруд Пробст    | 2–6, 3–6      |
| Поразка   | 2.   | 12 липня 1993 | ECM Prague Open, Чехія                | Ґрунт     | Наталія Медведєва | 3–6, 2–6      |
| Поразка   | 3.   | 7 лютого 1994 | EA-Generali Ladies Linz 1994, Австрія | Килим (i) | Сабін Аппельманс  | 1–6, 6–4, 6–7 |

### Парний розряд (1 титул, 2 поразки)
| Результат | Ранг | Дата           | Турнір                           | Покриття  | Партнер        | Опоненти                              | Рахунок  |
| --------- | ---- | -------------- | -------------------------------- | --------- | -------------- | ------------------------------------- | -------- |
| Поразка   | 1.   | 21 липня 1997  | Warsaw Cup by Heros 1997, Польща | Ґрунт     | Кетрін Берклей | Руксандра Драгомір Інес Горрочатегі   | 4–6, 0–6 |
| Поразка   | 2.   | 26 жовтня 1997 | BGL Luxembourg Open              | Килим (i) | Лоранс Куртуа  | Лариса Савченко-Нейланд Гелена Сукова | 2–6, 4–6 |
| Перемога  | 1.   | 9 серпня 1998  | Istanbul, Туреччина              | Тверде    | Лоранс Куртуа  | Оса Свенссон Флоренсія Лабат          | 6–0, 6–2 |

## Фінали ITF
| Турніри $100,000 |
| Турніри $75,000  |
| Турніри $50,000  |
| Турніри $25,000  |
| Турніри $10,000  |

### Одиночний розряд (2–1)
| Результат | Ранг | Дата            | Турнір                          | Покриття | Опонент             | Рахунок  |
| Перемога  | 1.   | 5 серпня 1991   | Падерборн, Німеччина            | Ґрунт    | Eva-Maria Schürhoff | 6–3, 7–6 |
| Поразка   | 1.   | 16 вересня 1991 | Софія, Болгарія                 | Ґрунт    | Монік Кіне          | 5–7, 3–6 |
| Перемога  | 2.   | 28 жовтня 1991  | Мадейра (архіпелаг), Португалія | Тверде   | Барбара Мулей       | 6–0, 6–2 |

### Парний розряд (2–3)
| Результат | Ранг | Дата            | Турнір                          | Покриття  | Партнер      | Опоненти                          | Рахунок       |
| Поразка   | 1.   | 10 лютого 1991  | Гельсінкі, Фінляндія            | Килим (i) | Nadja Beik   | Любомира Бачева Погорелова Олена  | 2–6, 6–3, 3–6 |
| Поразка   | 2.   | 29 липня 1991   | Реда-Віденбрюк, Німеччина       | Ґрунт     | Іріна Спирля | Catarina Bernstein Анніка Нарбе   | 4–6, 5–7      |
| Поразка   | 3.   | 5 серпня 1991   | Падерборн, Німеччина            | Ґрунт     | Nadja Beik   | Ivana Havrlíková Павліна Райзлова | 4–6, 0–6      |
| Перемога  | 1.   | 16 вересня 1991 | Софія, Болгарія                 | Ґрунт     | Валда Лейк   | Ivana Havrlíková Kateřina Šišková | 7–5, 6–0      |
| Перемога  | 2.   | 28 жовтня 1991  | Мадейра (архіпелаг), Португалія | Тверде    | Карін Баккум | Роса Б'єльса Ханет Соуто          | 6–3, 6–2      |